# Batizovce
Batizovce és un poble i municipi d'Eslovàquia. Es troba a la regió de Prešov, al nord del país.

## Història
La primera referència escrita de la vila data del 1264.

## Demografia
| Godina             | 1994 | 2004    | 2014 | 2024    |
| ------------------ | ---- | ------- | ---- | ------- |
| Nombre de persones | 1846 | 2130    | 2343 | 2587    |
| Diferència         |      | +15,38% | +10% | +10,41% |

| Godina             | 2023 | 2024   |
| ------------------ | ---- | ------ |
| Nombre de persones | 2568 | 2587   |
| Diferència         |      | +0,73% |